# Cyptus auriculatus
Cyptus auriculatus – gatunek chrząszcza z rodziny czarnuchowatych i podrodziny Tenebrioninae.
Gatunek ten został opisany w 1924 roku przez Alfreda Chobauta.
Chrząszcz znany z Maroka, Sahary Zachodniej, Mauretanii, Algierii, Czadu i Nigru. W dużych ilościach spotykany na wewnątrzlądowych wydmach Parku Narodowego Khnifiss Lagoon.